# Ottone Penzig
Albert Julius Otto Penzig, italianizzato come Ottone Penzig (Samitz, 25 marzo 1856 – Genova, 6 marzo 1929), è stato un botanico e ricercatore scientifico tedesco naturalizzato italiano visse e operò per quasi tutta la sua vita in Italia.

## Biografia
Ottone Penzig nacque a Samitz, attuale Zamienice, circondario di Haynau in Slesia all'epoca territorio tedesco e attualmente territorio polacco di Chojnów, il 25 marzo 1856. Figlio di un diacono evangelico si laureò all'Università di Breslavia il 24 settembre 1877. Per motivi di salute dopo un periodo di studio a Karlsruhe, si trasferì nel Sud dell'Europa, sulla Costa azzurra francese e poi in Italia; a Pavia, dopo la guarigione, ottenne un impiego presso il Laboratorio Crittogamico della Università degli Studi di Pavia; in seguito passò a Padova, dove fu assistente di Pier Andrea Saccardo.
Nel 1882 Otto Penzig - divenuto Ottone Penzig - ottenne la cittadinanza italiana e la libera docenza; nel 1883 vinse il concorso per l'incarico di direttore della Regia Stazione Agraria di Modena e nel 1886 conseguì, sempre per concorso, la cattedra di Botanica presso l'Università degli Studi di Genova, che tenne per oltre quarant'anni, ed eccettuato il periodo bellico della prima guerra mondiale, pressoché fino alla morte.
Acuto e volonteroso ricercatore fu inoltre noto per la sua infaticabile capacità organizzativa, che gli permetteva una eccellente capacità espositiva dei risultati ottenuti, ma soprattutto di tenere una fitta rete di contatti e relazioni reciprocamente fruttuose con altri studiosi, ed una elevata produttività personale.
In seguito al matrimonio con Lucia Ottini, di Losine in Val Camonica, ed alla conseguente frequenza in quella valle, Ottone divenne amico di escursionisti del luogo e lui stesso fu escursionista, fatto al quale diede immediatamente significato scientifico, preparando per la flora e per altri reperti naturali (soprattutto fossili) del luogo, specifiche ricerche e pubblicazioni, nonché raccolte di campioni.
Nella sua permanenza in Liguria ed a Genova produsse una notevole ricerca botanica e raccolta di campioni della Flora ligure; purtroppo i reperti ed una parte della documentazione furono poi persi in seguito al bombardamento dell'Istituto genovese nella seconda guerra mondiale.
Venne in contatto con sir Thomas Hanbury, un ricco gentiluomo inglese, appassionato botanico dilettante, che aveva fondato alla Mortola, vicino a Ventimiglia, un suo giardino di acclimatazione nei cosiddetti Giardini botanici Hanbury, (attualmente in gestione alla Università degli Studi di Genova).
La conoscenza divenne stretta fattiva collaborazione e poi viva amicizia, tanto che Hanbury finanziò all'interno del vecchio Orto Botanico di Genova sostanziosi ampliamenti e la costruzione della struttura (fabbricati) del nuovo Istituto di Botanica (1892), che poi donò all'Università.
Fondò e diresse Malpighia che restò per lungo tempo la più importante rivista di botanica in Italia.
In base alla sua dedizione alla ricerca, ed alla capacità di ottenere adeguati finanziamenti, anche dal suo amico Thomas Hanbury, iniziò notevoli spedizioni esplorative in paesi equatoriali e tropicali. Nel 1891 fu in Eritrea, dove individuò e classificò numerose specie, identificandone molte di nuove.
Tra il 1896 e il 1897 egli compì un lungo viaggio in Indonesia con permanenza a Giava, e per più brevi periodi di soggiorno a Singapore e Sri Lanka (Ceylon).
Questa esplorazione fu considerata l'opus maximum della sua attività di scienziato ricercatore in micologia: riguardò tra l'altro lo studio del ripopolamento vegetale, sui resti degli affioramenti del piccolo arcipelago del Krakatoa, dove nel 1883 la gigantesca esplosione dell'isola costituente il vulcano, aveva spazzato con gas roventi, maremoto, ceneri e pomici, quanto restava delle parti emerse, distruggendo ogni traccia di vita, flora e fauna. 
La sua ricerca riguardante il ripopolamento botanico dei suoli, si estese da quel fenomeno specifico e sulla sua evoluzione, al contorno culturale ed umano delle popolazioni della regione indonesiana, con cui venne in contatto e che puntigliosamente annotò.
Ritornato in Italia aderì alla Teosofia, e fu uno dei fondatori, della Società Teosofica Italiana, a cui conferì personalità con la sua indiscussa autorevolezza, ne fu Segretario Generale dal 1905 al 1918, ottenendone infine riconoscimento giuridico presso il governo italiano, e ne pubblicò il Bollettino della Società Teosofica Italiana. Con l'approssimarsi della prima guerra mondiale  lasciò la Segreteria Generale, per evitare che la sua origine tedesca potesse nuocere alla diffusione della Teosofia in Italia, a causa del nascente nazionalismo. 
La sua vita accademica proseguì serenamente in Genova, ma fu pure funestata dai nazionalismi fanatici italiani, ed essendo di origine tedesca, (anche se naturalizzato e fedele cittadino italiano da più di trent'anni), fu costretto, dopo aggressioni e minacce, ad abbandonare l'insegnamento ed a ritirarsi a Losine, presso Breno, in Valle Camonica, dove la moglie aveva vaste proprietà.
Ritornato a Genova a guerra finita, pubblicò la sua monumentale Flora popolare italiana, per la quale ebbe a dire che la solitudine obbligata gli aveva permesso di lavorare senza distrazioni e più intensamente.
Nel 1928 subì la perdita della figlia Berta, che lo aveva assistito amorevolmente nella solitudine di una malattia che lo aveva colpito agli occhi.
Ottone Penzig morì a Genova il 6 marzo 1929.

## Opere (parziale)
- (DE)  Pflanzen-Teratologie systematisch geordnet, 2 Vol., Genova, 1890–1894; 3 Vol., Berlino, 1921–1922.
- (IT)  Flora popolare italiana. Raccolta dei nomi dialettali delle principali piante indigene e coltivate in Italia, 2 Vol. Genova, 1924 (541+615 pagine, Vol. 1: nomi scientifici-popolari; Vol. 2: nomi popolari-scientifici).